# Сидоров, Григорий Степанович
Григорий Степанович Сидоров (ум. 1568, Данков) — сын боярский, воевода, Михайловский и Пронский голова.

## Биография
Григорий Степанович происходил из рода великих сенаторов рязанских.
Его отец, Степан, «был муж, прославившийся добродетелями и искусный в богатырских делах.
Служил он много лет — годов до восьмидесяти — весьма верно и трудолюбиво святорусской империи».
В 1558 г. — в Мценске.
В 1560 г. — голова в Михайлове.
В 1562—1564 г. — голова в Пронске.
В 1565—1567 г. — голова в Михайлове.
В 1568 году дворовый сын боярский по Коломне Сидоров был направлен в Данков «города ставить» вместе с воеводой князем Владимиром Константиновичем Курлятевым. Согласно письменным источникам, они оба «тово же году… умерли». Имя воеводы занесено в синодики, Курбский писал об убийстве воеводы опричниками.